# Organoznawstwo

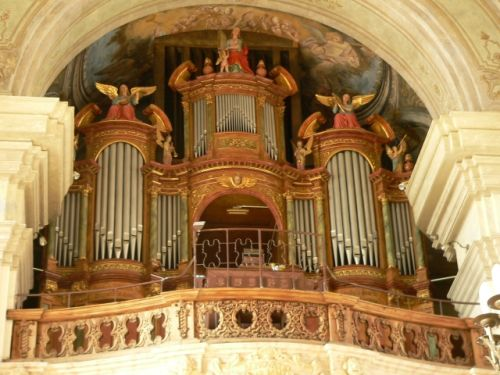
Organy − główny przedmiot badań organoznawstwa

Organoznawstwo − wyspecjalizowany dział instrumentoznawstwa oraz instrumentologii, którego przedmiotem badań są instrumenty organowe, a w szczególności organy.
Potrzeba istnienia osobnego działu dla tego instrumentu wzięła się z szerokiej różnorodności w poszczególnych elementach budowy tej grupy instrumentów (przede wszystkim w różnicach w budowie traktury czy też różnego rodzaju piszczałek i ich walorów brzmieniowych), a także z bardzo długiej − w porównaniu do innych instrumentów − i zmiennej historii organów − głównego przedmiotu badań.
W organoznawstwie łączy się wiele różnych dziedzin i zagadnień nauki − od czysto technicznych − jak akustyka, inżynieria mechaniczna, wytrzymałość materiałów i materiałoznawstwo elementów drewnianych i metalowych, czy też współcześnie nawet elektronika − skończywszy na zagadnieniach humanistycznych i dotyczących sztuki − jak malarstwo, rzeźba, historia sztuki, konserwacja zabytków.

## Organoznawstwo jako przedmiot
Organoznawstwo, jako osobny przedmiot, znajduje się w programach nauczania diecezjalnych szkół organistowskich, niektórych szkół muzycznych II stopnia (na wydziale instrumentalnym dla specjalności organy), oraz jako przedmiot na studiach wyższych − na uniwersytetach dla kierunków muzykologia, uczelniach muzycznych dla kierunków instrumentalistyka o specjalności organy.

## Zakres badań i nauczania

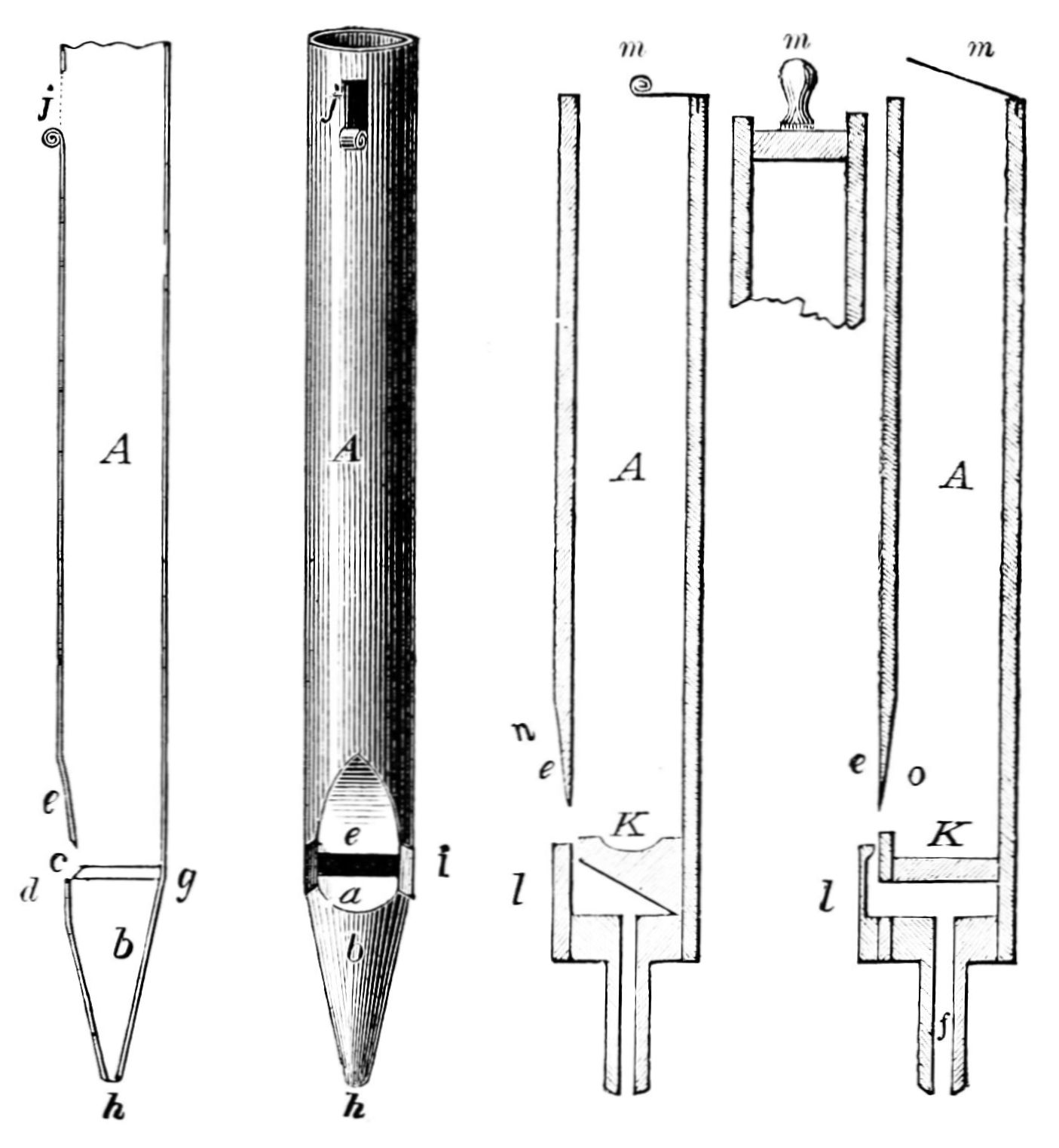
Budowa piszczałki − istotne zagadnienie w akustyce i brzmieniu

Zakres badań i nauczania organoznawstwa jest szeroki i zróżnicowany, zarówno pod względem teoretycznym jak i praktycznym, w dużym stopniu zależny od ośrodka akademickiego. Do najczęściej spotykanych zagadnień należą:
- historia, w tym historia prospektu organowego
- budowa i konstrukcja, w tym budowa i działanie fisharmonii, tradycja i specyfika budowy instrumentu w różnych ośrodkach muzycznych na świecie,
- akustyka instrumentu:
  - wpływ otoczenia − zagadnienia z akustyki budowli,
  - wpływ elementów konstrukcyjnych − budowa i intonacja piszczałek,
- umiejętności teoretyczno-praktyczne:
  - zasady strojenia − przede wszystkim głosów językowych − i usuwania usterek,
  - pielęgnacja i problematyka ochrony instrumentów zabytkowych.